# Godhar
Godhar é uma vila no distrito de Dhanbad, no estado indiano de Jharkhand.

## Demografia
Segundo o censo de 2001, Godhar tinha uma população de 9544 habitantes. Os indivíduos do sexo masculino constituem 54% da população e os do sexo feminino 46%. Godhar tem uma taxa de literacia de 52%, inferior à média nacional de 59,5%: a literacia no sexo masculino é de 63% e no sexo feminino é de 39%. Em Godhar, 16% da população está abaixo dos 6 anos de idade.